# Racrange
Racrange – miejscowość i gmina we Francji, w regionie Grand Est, w departamencie Mozela.
Według danych na rok 1990 gminę zamieszkiwało 570 osób, a gęstość zaludnienia wynosiła 80 osób/km² (wśród 2335 gmin Lotaryngii Racrange plasuje się na 548. miejscu pod względem liczby ludności, natomiast pod względem powierzchni na miejscu 822.).